# Megachile minutissima
Megachile minutissima is een vliesvleugelig insect uit de familie Megachilidae. De wetenschappelijke naam van de soort is voor het eerst geldig gepubliceerd in 1876 door Radoszkowski.